# Abdel Rahman Swar al-Dahab
Abdel Rahman Swar al-Dahab (?1934 – 18. října 2018) byl súdánský voják a politik, prezident Súdánu v letech 1985–1986.
Roku 1984 ho prezident Džafar Nimeiry jmenoval ministrem obrany a vrchním velitelem armády. Získal také hodnost polního maršála. Už za rok (6. dubna 1985) však právě Swar al-Dahab Nimeiryho nahradil pučem. Vládl pak jako předseda přechodné vlády od 10. dubna 1985 (de facto prezident) jeden rok. Po volbách roku 1986 předal demokratům moc převážně vládě Sadika al-Mahdiho.
Roku 1987 se stal prezidentem islámské humanitární organizace Islámská výzva. Roku 2010 byl za tuto činnost oceněn titulem Islámská osobnost roku.